# Андреа Міклос
Андреа Міклос (рум. Andrea Miklós, 17 квітня 1999) — румунська легкоатлетка, яка спеціалізується в спринті, бронзова призерка чемпіонату світу 2016 року в приміщенні, чемпіонка Європи серед юнаків 2016 року.

## Основні міжнародні виступи
| Рік                | Змагання                       | Місто              | Місце              | Дисципліна         | Примітки           |
| Виступи за Румунія | Виступи за Румунія             | Виступи за Румунія | Виступи за Румунія | Виступи за Румунія | Виступи за Румунія |
| ------------------ | ------------------------------ | ------------------ | ------------------ | ------------------ | ------------------ |
| 2015               | Чемпіонат світу серед юнаків   | Калі               | 7                  | 400 метрів         |                    |
| 2016               | Чемпіонат світу в приміщенні   | Портленд           | 3                  | 4х400 метрів       |                    |
| 2016               | Чемпіонат Європи серед юнаків  | Тбілісі            | 1                  | 400 метрів         |                    |
| 2016               | Чемпіонат Європи               | Амстердам          | 8                  | 4х400 метрів       |                    |
| 2016               | Олімпійські ігри               | Ріо-де-Жанейро     | 1заб7              | 4х400 метрів       |                    |
| 2017               | Чемпіонат Європи серед юніорів | Гроссето           | 2                  | 400 метрів         |                    |
| 2018               | Чемпіонат світу серед юніорів  | Тампере            | 2                  | 400 метрів         | [ 2 ]              |